# Plantae Rariores
Plantae Rariores (abreviado Pl. Rar.) es un libro con ilustraciones y descripciones botánicas que fue escrito por el botánico italiano Giovanni Gussone. Fue publicado en el año 1826.